# Кіудмаа Ромет Вольдемарович
Ромет Вольдемарович Кіудмаа (ест. Roomet Kiudmaa) (нар. 26 травня 1936, м. Виру, Естонія) — радянський військовий, генерал-майор (1978), кандидат військових наук (1974), доктор філософії, колишній військовий комісар Естонської РСР (1975—1988 рр.).

## Біографія
Народився 26 травня 1936 року в Естонії — у м. Виру. Навчання проходив у семирічній школі № 1 міста, потім — у Вируській гімназії імені Ф. Крейцвальда.
У 1954 році вступив до 1-го Ленінградського артилерійського училища, яке закінчив з відзнакою, отримавши звання лейтенанта. Після випуску направлений в Прибалтійський військовий округ, де протягом 11 років служив командиром взводу, батареї і дивізіону реактивно-артилерійського полку.
Одночасно зі службою закінчив із золотою медаллю Ленінградську Артилерійську академію імені М.І. Калініна (1966 р.), оволодівши військово-керівною і штабною роботою в ракетних і артилерійських військах.
З 1968 по 1971 роки командував 41-м артилерійським полком далекобійних гармат у Калінінграді. В 1970 році його полк визнаний зразковим.
У 1971 році вступив до ад'юнктури Військової Академії імені М. В. Фрунзе в Москві. Перед випуском у жовтні 1974 року підполковник Кіудмаа захистив перед вченою радою академії свою кандидатську дисертацію. У 1974 році випущений з академії полковником. Всього Р. Кіудмаа опублікував понад 200 статей і наукових робіт, в їх числі статті в Естонській енциклопедії і Військовій енциклопедії СРСР.
У вересні 1975 року наказом командувача Прибалтійським військовим округом генерала армії О.М. Майорова призначений військовим комісаром Естонської РСР, на цій посаді перебував до 1987 року. У 1978 Роомету Кіудмаа присвоєно звання генерал-майора.
У травні 1986 року постановою Ради Міністрів ЕРСР  відряджений в район аварії на Чорнобильській АЕС. Беручи участь в ліквідації наслідків катастрофи, отримав небезпечну дозу випромінювання 15 рентген. Знаходився тут до липня 1986 року.
Після звільнення в запас працював помічником директора виробничого управління «Таллекс», а з 1991 по 1996 рік, коли управління було зареєстровано як фірма з управління інвестиціями AS «Talleks», Кіудмаа став її директором. Також став президентом фірми AS «ArmorEst».
У 1996 році організував і очолив організацію по навчанню та освоєнню комп'ютерів OU «Kotkalend», в якій пропрацював близько п'яти років. Водночас був викладачем інформатики в кількох гімназіях. У 1998⁣ — ⁣2003 роках перебував на посаді заступника директора Таллінської гімназії Арте.
Нині є виконавчим директором фірми EHU «Tigabor».
Одружений, має сина.

## Нагороди
Роомет Кіудмаа відзначений 29 державними нагородами. Серед них:
- 16 державних нагород СРСР, в тому числі орден Червоної Зірки і почесний знак «Учаснику ліквідації аварії на Чорнобильській АЕС»
- 12 нагород колишніх країн соціалізму, в тому числі НДР, Угорщини, Монголії, Болгарії, Китаю, Куби та ін.